# North Branch of ravine Deux D’leau
North Branch of ravine Deux D’leau (dt.: „Nordzweig des Baches der Zwei Wasser“) ist ein Bach im Osten von Dominica im Parish Saint David.

## Geographie
Der North Branch of ravine Deux D’leau entspringt mit mehreren Quellbächen in den Ost-Ausläufern des Morne Trois Pitons, ganz in der Nähe der Quellen des L’Or River, der jedoch zum Flusssystem des Castle Bruce River gehört. Der North Branch verläuft in einem Nordbogen nach Südosten und erhält kurz vor der Einmündung des Sourischol Rivers den Namen Brown’s River. Bei Newfoundland vereinigt sich dieser mit dem südlichen Nachbarn, dem South Branch of Ravine Deux D’leau. Der Fluss ist ca. 4,2 km lang.